# Pat Sanderson
Patrick Harold Sanderson (Chester, 6 settembre 1977) è un rugbista a 15 britannico, nazionale inglese, militante come terza linea centro (Numero 8) nelle file del Worcester.

## Biografia
Iniziò a giocare a rugby fin dalle elementari, frequentate a Bury; al tempo delle superiori rappresentò l'Inghilterra a livello U-16 scolastico e, nel 1996, fu ingaggiato dal Manchester Sale, poi divenuti Sale Sharks. Ai tempi della militanza in tale club fu chiamato dall'Inghilterra U-21 e poi dalla rappresentativa “A”.
Nel 1998 si trasferì a Londra negli Harlequins, facendo seguito alla sua prima convocazione in Nazionale maggiore, giunta nel corso del tour dell'Emisfero Sud in Australia, Nuova Zelanda e Sudafrica.
Per tre anni non disputò più incontri internazionali, venendo chiamato nuovamente per il tour del Nordamerica dell'estate del 2001 (due test match contro il Canada e uno contro gli Stati Uniti). Agli Harlequins sono legati i successi di Sanderson, a livello sia di club che internazionale: il giocatore vanta infatti a tutt'oggi nel suo palmarès due European Challenge Cup vinte nel 2001 e nel 2004.
Nel 2004 si trasferì al neopromosso Worcester, e diede un rilevante contributo alla permanenza in Premiership del club nella sua prima stagione, risultando alla fine del campionato miglior giocatore del 2004-05, cosa questa che gli valse il ritorno in Nazionale in occasione dei test autunnali; nel 2006 disputò i test match del tour australiano da capitano, ma l'avvicendamento a C.T. da Andy Robinson a Brian Ashton si tradusse in sempre minori occasioni di scendere in campo.
L'ultimo incontro risale al maggio 2007 e da allora Sanderson non fu più utilizzato, né per i test premondiali né, a minor ragione, per la Coppa del Mondo in Francia.
Pat Sanderson ricoprì in passato l'incarico di presidente dell'associazione inglese rugbisti professionisti, organo del quale fu anche consigliere; il suo impegno è particolarmente orientato all'attenzione ai problemi derivanti dagli infortuni, ai quali anch'egli deve imputare numerose interruzioni di carriera e financo la sua fine anticipata: il suo ritiro definitivo, infatti, giunse dopo un lungo periodo di inattività nell'agosto 2011 a seguito dell'impossibilità di recuperare a livello agonistico da un infortunio alla spalla.

## Palmarès
- Challenge Cup: 2
Harlequins: 2000-01; 2003-04